# Balze di Volterra

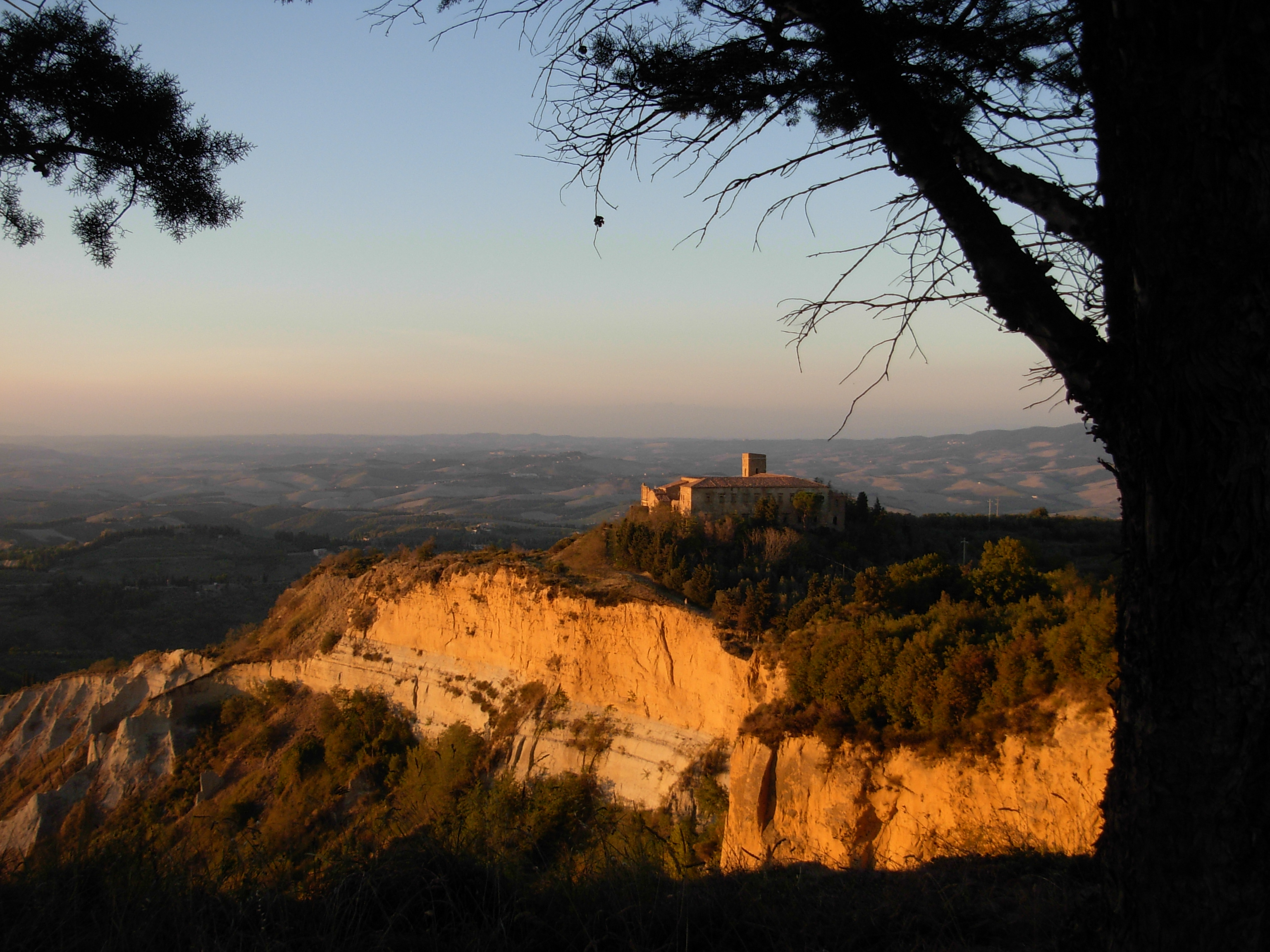
Veduta delle Balze.

Le balze di Volterra sono delle formazioni rocciose situate nei pressi dell'omonima cittadina, sul versante sud-occidentale del colle volterrano, tra la Val di Cecina e la Valle dell'Era.
I connotati tipici di questo geotopo sono determinati dalle peculiarità geomorfologiche di quest'area, che è interessata da numerose frane e da diffuse forme di erosione tipiche dei terreni argillosi. Questo fenomeno viene progressivamente incrementato dalla permeabilità delle sabbie appartenenti alla Formazione di Villamagna che determinano una rapida infiltrazione delle acque meteoriche fino al livello delle argille (Formazione delle Argille Azzurre) creando situazioni morfologiche spettacolari, ovvero le pareti verticali generate dai crolli che danno luogo alla tipica morfologia a balze, con calanchi sottostanti.
L'area interessata dalle balze di Volterra si estende su di una superficie di 88,86 ettari.